# Xavier Ternisien
Pour les articles homonymes, voir Ternisien.
Xavier Ternisien est un journaliste et essayiste français né en 1964.
Ancien responsable de la rubrique « Religions » au service « Société » du quotidien Le Monde, de janvier 2000 à novembre 2006, puis responsable des rubriques « Collectivités locales » puis « Médias », il a quitté le quotidien le 8 juillet 2013.

## Biographie
Fils d'Arlette et Jean-Claude Ternisien, gérants de la librairie Duclercq-Ternisien à Abbeville, Xavier Ternisien a un frère.

### Formation
Il est diplômé du Centre de formation des journalistes de Paris (promotion 1989) et de l'Institut d'études politiques de Paris (promotion 1988). Il est titulaire d'une licence de lettres modernes (université Paris-Sorbonne,1985) et d'un master 2 en ingénierie immobilière (université Paris XII, 2015).

### Carrière de journaliste
Passé d'abord par Croire aujourd'hui, il entre en 2000 au Monde sur la recommandation du jésuite Luc Pareydt, pour seconder son spécialiste religieux Henri Tincq.
Il est l'auteur de plusieurs livres sur les religions en France, concernant le catholicisme, l'islam et la laïcité.
Si ses livres sur l'islam ont été accueillis favorablement par des intellectuels et historiens représentants d'une "laïcité ouverte",,  comme Jean Baubérot ou Franck Fregosi et par des musulmans, comme le site oumma.com qui salue La France des mosquées comme un livre incontournable, et considère que Les Frères musulmans, en dépit d'imprécisions, est également un livre de référence, il déclenche la colère de certains militants laïques . Xavier Ternisien a été la cible d'attaques de l'extrême droite lors de la parution de son deuxième livre, en 1997, L'Extrême droite et l'Eglise (Brepols), dans lequel il mettait en garde contre l'offensive du Front national visant à séduire une frange du catholicisme[réf. nécessaire]. Le journaliste et écrivain Jean Madiran a rédigé un ouvrage polémique contre celui-ci, intitulé L'Extrême-droite et l'Eglise, réponse (Editions de Présent)[source secondaire souhaitée].
Oumma.com avait déjà reproduit plusieurs des articles de Xavier Ternisien au début des années 2000, lui valant des controverses exacerbées dans certains milieux laïques, telle la revue ProChoix, ces derniers l'accusant de complaisance à l'égard de l'islamisme. Dans un article « Salir un homme », il répond aux critiques en reprochant à ProChoix des approximations et des attaques personnelles tirant leurs sources de sites d'extrême droite.
Caroline Fourest a perdu son procès en diffamation contre Xavier Ternisien et son article « Salir un homme ». Dans un jugement du 19 décembre 2006 la 17e chambre du Tribunal correctionnel de Paris a estimé que « les propos de Xavier Ternisien ne sortent pas du champ de la critique des œuvres de l’esprit et de l’expression libre d’opinions dans le cadre d’un débat d’idée ou, à tout le moins, d’une polémique entre intellectuels ». Elle a également perdu en appel, en mai 2007, un procès au civil dans lequel elle mettait en cause un article de Xavier Ternisien[réf. nécessaire].
Xavier Ternisien a été chargé de la rubrique « Collectivités locales et Outre-mer » au service « France » du Monde de novembre 2006 à décembre 2008. Il s'occupe ensuite de la presse écrite et sur Internet au service Entreprises du Monde. Il est également chargé de couvrir l’islam de France pour Le Monde, signant de nombreux articles concernant l'Union des organisations islamiques en France (UOIF) ou le théologien et prédicateur Youssef al-Qaradâwî.
En mai 2009, il publie un article intitulé « Les Forçats de l'info » pour la rubrique Médias du Monde. Son portrait sans concession des rédactions Web provoque la colère de plusieurs journalistes Internet, qui ne se retrouvent pas dans la description faite par Xavier Ternisien, tandis que d'autres approuvent la manière dont il dénonce les conditions de travail dans les « usines à dépêches » La polémique se propage sur les blogs de journalistes comme Suivez le geek, de Laurent Suply (LeFigaro.fr) ou Nouvelle Formule, d'Eric Mettout (lexpress.fr). Dans un article rétrospectif paru le 25 janvier 2021, l'article est évoqué comme ayant marqué son époque et « mis le doigt sur de vrais problèmes ».

### Situation actuelle
Il est aujourd'hui chef d'entreprise dans la gestion de patrimoine. Installé dans le Gard depuis 1996, il crée l'association Tavel avenir et patrimoine. En 2020, il prend la tête d'une liste à l'occasion des élections municipales dans cette commune. En 2021, il fait équipe avec Céline Alcalde lors des départementales dans le canton de Roquemaure.

## Ouvrages
- Les Catholiques en France, 1500 ans après, Assas éditions, 1996
- L'Extrême droite et l'Église, éditions Brepols, 22 septembre 1997
- La France des Mosquées, éditions Albin Michel, 2002 ; réed. Édition poche 10/18, 2004
- Les Frères Musulmans, éditions Fayard, 2005
- État et Religions, éditions Odile Jacob-La Documentation française, 2007